# Pilaria imbecilla
Pilaria imbecilla là một loài ruồi trong họ Limoniidae. Chúng phân bố ở miền Tân bắc.